# Krzysztof Lewiński
Krzysztof Stanisław Lewiński – polski chemik, profesor nauk chemicznych.

## Życiorys
W 1978 ukończył studia chemiczne na Uniwersytecie Jagiellońskim, w 1983 obronił pracę doktorską pt. Budowa kompleksów metali ziem alkalicznych z amidami jako ligandami, w 2001 habilitował się na podstawie pracy zatytułowanej Struktura i własności wybranych białek w świetle badań krystalograficznych. W 2010 uzyskał tytuł profesora nauk chemicznych.  Pracuje na Uniwersytecie Jagiellońskim.
Należy do Rady Dyscypliny Naukowej - Nauk Chemicznych UJ, oraz jest członkiem Komitetu Krystalografii PAN.
Był skarbnikiem Polskiego Towarzystwa Krystalograficznego.